# Wall Of Soundz
Wall Of Soundz är ett album med Brian McFadden från 2010. Albumet är Brian McFaddens tredje som soloartist.

## Låtlista
1. Just Say So med Kevin Rudolf - 3:18
2. Chemical Rush - 3:42
3. Not Now med Christian Lo Russo - 2:55
4. Sign Of The Times - 3:14
5. Mr. Alien - 4:05
6. Love Transfusion - 3:43
7. Less Talk - 3:36
8. Mistakes med Delta Goodrem - 3:44
9. Kickin Around Love - 3:17
10. Now We Only Cry - 2:48
11. When You Coming Home - 4:36
12. Take A Bite (Endast bounusspår på iTunes) - 3:19

## Singlar
- Just Say So med Kevin Rudolf
- Chemical Rush